# 무라카미 요시키요
무라카미 요시키요(일본어: 村上義清, 1501년 ~ 1573년 1월 1일)는 센고쿠 시대에 활약했던 무장으로서 북 시나노의 센고쿠 다이묘이다. 무라카미 아키쿠니(村上顕国)의 아들로, 다케다 신겐의 군대를 세 번이나 물리친 것으로 알려져 있다.

## 생애
분키(文亀) 원년(1501년) 3월 11일, 무라카미 아키쿠니의 자식으로 카쓰라오성에서 태어났다. 에이쇼(永正) 12년(1515년) 3월 15일, 겐푸쿠(元服)하여, 유쿄곤노스케(右京権亮)를 칭하여, 휘를 요시키요(義清)라고 하였다. 아버지 아키쿠니의 사적이 명확하지 않기 때문에 가독 계승 전후의 요시키요의 정보는 정확하지 않는다. 에이쇼 13년 (1516년) 3월, 종5위하에 서위, 사도노카미(佐渡守)에 임관. 에이쇼 14년(1517년)에, 아버지로부터 카쓰라오성을 양도받아, 에이쇼 17년(1520년)에 병으로 죽은 아버지의 가독을 상속하여, 당주가 되었다고 하는 설이 있다. 한편으로는, 아버지 아키쿠니가 사거하였을 때는 다이에이(大永) 6년(1526년)이라는 설도 있다.
당시의 무라카미가문은 북 시나노에서는 에치고(越後) 나가오가문과 관계가 깊은 걸로 유명한 이노우에씨(井上氏)와 미노치 군(水内郡)의 타카나시씨(高梨氏)와 싸워, 동 시나노에서 간토 간레이(関東管領) 우에스기가(上杉家)를 후원으로 하는 치이사가타군의 운노씨(海野氏)를 누르고, 시나노의 슈고다이(守護代)였던 사쿠군의 오오이씨(大井氏)를 내려 가이(甲斐)의 다케다씨와 항쟁을 계속하고 있었다. 요시키요는 사쿠군을 다케다씨에게 빼앗기지만, 다케다 노부토라(武田信虎) · 스와 요리시게(諏訪頼重)와 묶인 운노타이라 전투(海野平の戦い)에 대해서, 운노 무네쓰나(海野棟綱) · 사나다 유키타카(真田幸隆)등을 구축하여, 치이사가타군을 완전히 장악하는 일에 성공하였다.
요시키요는 시나노국 하니시나군 가쓰라오 성(葛尾城)의 성주인 것은 확인된다. 1540년에 다케다 노부토라의 공격을 격퇴하였으며, 텐분(天文) 17년1548년에는 우에다하라(上田原)에서 다케다 신겐의 군대를 격파하였다. 이 전투에서 요시키요는 다케다편의 하지카노 덴에몬(初鹿野伝右衛門)을 토벌하였다. 또한 무라카미쪽의 안나카 이씨토우타(安中一藤太)의 한번의 창으로 넘어진 스와군다이(諏訪郡代) · 이타가키 노부카타(板垣信方)는 카미죠 오리베(上条織部)에게 토벌당하였다. 이 외에 다케다측의 아마리 도라야스(甘利虎泰), 사이마 카와씨노카미(才間河内守)등의 부장을 잃게 되었다.
텐분 19년(1550년), 요시키요가 타카나시씨(高梨氏)와 싸우고 있어 본령을 비우고 있던 틈을 타서, 하루노부가 치이사가타의 요충인 토이시 성(砥石城)에 침공해왔다. 요시키요는 타카나시씨와 화목을 맺어 급거반전하여, 하루노부는 이 사실을 알고 전황이 불리함을 판단하여 퇴각을 개시하였으나, 요시키요는 다케다세력에 추격전을 펼쳐, 대승을 거두었다. 이 전투에서 다케다군의 요코타 타카토시(横田高松), 와타나베 운슈(渡辺雲州)를 시작으로, 1200명의 사상자를 냈다. 무라카미군의 사망자는 190명 정도였다고 한다.
하루노부는 이 이후에, 가신인 사나다 유키타카에게 명하여, 무라카미 세력의 무장을 허물어트리는 조략을 명령한다. 그 결과 텐분 20년(1551년)에는 유키타카의 모략으로 의해서 토이시 성을 빼앗긴다. 토이시 성의 아시가루 대장(足軽大将) · 야자와 사쓰마노카미(矢沢薩摩守)(유키타카의 동생)이 유키타카에게 내통하였기 때문이라고 한다. 이것에 의해 요시키요의 영향력은 단번에 저하하여, 텐분 21년(1552년)의 토키다 전투(常田の戦い)에서 승리를 거두었어도 가신단의 동요를 억제하기 어려웠고, 텐분 22년(1553년), 다케다씨에게 내통하고 있던 오시가 큐베에(大須賀久兵衛)가 모반을 하였고, 또한 무로가씨(室賀氏), 야시로씨(屋代氏), 이시가와씨(石川氏)등 무라카미군의 제장이 다케다씨에게 항복하였다. 이어서 1553년 4월에 다케다 신겐의 재침공으로 가쓰라오 성을 포위당하여 일시적으로 탈출하였다. 재차 세력을 정돈하여, 4월 22일에는 탈환에 성공하였다. 다케다 하루노부는 후카시 성(深志城)으로 후퇴하여 5월 11일에는 코후로 끌어 올렸다.
그러나 하루노부는 7월 25일에 대군을 이끌고 코후를 출발, 8월에 요시키요는 궁지로 추격받게 되었다. 항전 능력이 없어진 요시키요는 성이 함락당하기 직전에 빠져나와 에치고국의 나가오 가게토라에게 기대어 퇴각했다. 북 시나노의 독립 세력이였던 무라카미씨의 몰락에 의해서, 다케다가의 세력이 에치고 나가오씨와 관계 깊은 젠코우지다이라(善光寺平)에까지 미친것이, 그 후에 이어져 가와나카지마 전투(川中島の戦い)로의 도화선이 되었다. 요시키요를 비롯한 시나노 호족들의 요청 및 에치고국의 방어를 위해 우에스기 겐신이 여러 차례 시나노로 침공했으나, 성과를 거두지는 못했다. 때문에 요시키요의 옛 영지 회복도 실현되지 못했다.
이후, 요시키요는 겐신의 부하로서 활약했으며 네치(根知)성주가 되었고, 적남인 쿠니키요(国清)는 겐신의 양자로 맞아들여져 야마우라(山浦)성을 칭하였고, 우에스기가 제2위의 지위가 주어졌다. 에이로쿠(永禄) 4년(1561년)의 제 4차 가와나카지마 전투에서 요시키요는 신겐이라고 이름을 바꾼 하루노부와 다시 만나, 신겐의 동생인 다케다 노부시게(武田信繁)를 죽였다고 여겨진다. 옛 영지 회복 실현을 이루지 못한 채 겐키(元亀) 4년(1573년) 1월 1일(에치고에서 병사. 향년 73세

## 참고 자료
일본어 저서
- 사사모토 마사하루(笹本正治), 〈村上義清〉, 《日本史大事典》6, (1994년), 平凡社, ISBN 4-582-13104-2

## 같이 보기
- 우에다하라 전투

| 전임 무라카미 아키쿠니 | 시나노 무라카미 가문 종가 당주 | 후임 무라카미 구니키요 |